# Ранерс
Ра̀нерс (на датски: Randers, ['ʀɑnɐ̥s]) е град в Северна Дания, главен административен център на едноименния амт Ранерс. Разположен е на полуостров Ютланд на брега на Северно море във фиорда Ранерс около устието на река Гудено. Шосеен и жп транспортен възел има пристанище. Хранителна, вагоностроителна и кожарска промишленост, риболов. Основан е през 1086 г. Население 61 163 души от преброяването към 1 януари 2014.

## Спорт
Представителният футболен отбор на града носи името ФК Ранерс.

## Известни личности
Родени
- Емели де Форест (р. 1993), датска поппевица

## Побратимени градове
- Акюрейри, Исландия
- Йеленя Гора, Полша
- Олесун, Норвегия